# Villa de Longchamp
La villa de Longchamp est une voie du 16e arrondissement de Paris, en France.

## Situation et accès
La villa de Longchamp est une voie publique située dans le 16e arrondissement de Paris. Elle débute au 36, rue de Longchamp et se termine en impasse.

## Origine du nom
Elle porte ce nom en raison du voisinage de la rue de Longchamp.

## Historique
Cette voie, initialement privée, s'est appelée « rue du Bouquet-des-Champs » puis « rue Rigaud » et « impasse Rigaud » par un décret du 27 février 1867, avant de prendre sa dénomination actuelle en 1889.